# چیتگونگ-۱۴
چیتگونگ-۱۴ (به لاتین: Chittagong-14) یک منطقهٔ مسکونی در بنگلادش است که در ناحیه چیتاگونگ واقع شده‌است.